# Planay (Côte-d’Or)
Planay település Franciaországban, Côte-d’Or megyében. Lakosainak száma 62 fő (2022. január 1.). Planay Savoisy, Verdonnet és Montbard községekkel határos.

## Népesség
A település népességének változása:
| Lakosok száma | 99   | 81   | 63   | 81   | 80   | 77   | 67   | 65   | 64   | 62   |
|               | 1968 | 1982 | 1990 | 2006 | 2013 | 2015 | 2017 | 2019 | 2020 | 2022 |